# Niets
Niets, of niks in de fysische betekenis, wil zeggen een absolute leegheid, de afwezigheid van enige materie. Het al of niet bestaan van een "niets" is lang een onderwerp van discussie geweest. 

## Natuurkunde
Tot ver na de middeleeuwen dacht men dat de natuur een afkeer had van een niets en dit "niets" altijd weer opvulde. Dit staat bekend als horror vacui.
Naarmate het inzicht vorderde leek het erop dat een vacuüm wel degelijk kan bestaan en dat de ruimte tussen de sterren vrijwel leeg was. Tussen de individuele atomen zou er niets zijn.
De komst van de kwantummechanica heeft dat beeld doorbroken. Een elementair begrip uit de kwantummechanica is het onzekerheidsprincipe van Heisenberg. Dit stelt dat van een deeltje nooit de snelheid en positie tegelijk precies bekend kan zijn. Dit betekent dat de energie van het vacuüm niet nul kan zijn. Met andere woorden: er kan altijd een deeltje aanwezig zijn. Uit het niets ontstaan spontaan deeltjes en deze vernietigen elkaar weer, zie virtueel deeltje.
Met experimenten is het bestaan van deze vacuümenergie aangetoond. Het lijkt er op dat het absolute niets niet bestaat, in ieder geval niet in ons heelal. Of er "daarbuiten" een niets bestaat, is een vraag voor filosofen en metafysici. De wetenschap kan er (nog) geen uitspraak over doen. 
Een voorbeeld van een dergelijke filosofische beschouwing is als volgt. Het feit dat hier en nu iets bestaat is een argument om de mogelijkheid van een absoluut niets uit te sluiten. Zelfs indien men een toestand veronderstelt van de meest absolute fysische leegheid, waarin geen tijd, geen energie en geen ruimte bestaan - dus minder nog dan de singulariteit die aan de oorsprong van de oerknal lag - dan nog zou men het bestaan van zuiver abstracte wetten en wiskundige principes moeten aanvaarden, zonder volgens dewelke nooit iets zou zijn kunnen ontstaan. In die optiek is bijvoorbeeld de wiskunde in haar abstractie onafhankelijk van het bestaan van wat dan ook.

## Mythologie
Een aantal mythologische scheppingsverhalen beginnen met "een absoluut niets". In de Noordse mythologie heet dit bijvoorbeeld Ginnungagap of gapende leegte, en in de Griekse mythologie wordt het niets Chaos genoemd.

## Andere betekenissen
Naast de natuurkundige betekenis van het niets kan men met het woord ook iets anders bedoelen.
- In de wiskunde duidt men het niets aan met de lege verzameling en het getal nul.
- In het boeddhisme bestaat er een vorm van meditatie die de basis van nietsheid genoemd wordt. Bij deze meditatie richt men de aandacht op het concept van 'niets'. Deze meditatie is de zevende van de acht jhanas.
- De filosofie van Nagarjuna is gecentreerd rond dit concept sunyata, het niets.